# Un sogno in rosso
Un sogno in rosso (Ein Traum in Rot) è un romanzo del 1939, dello scrittore viennese Alexander Lernet-Holenia.

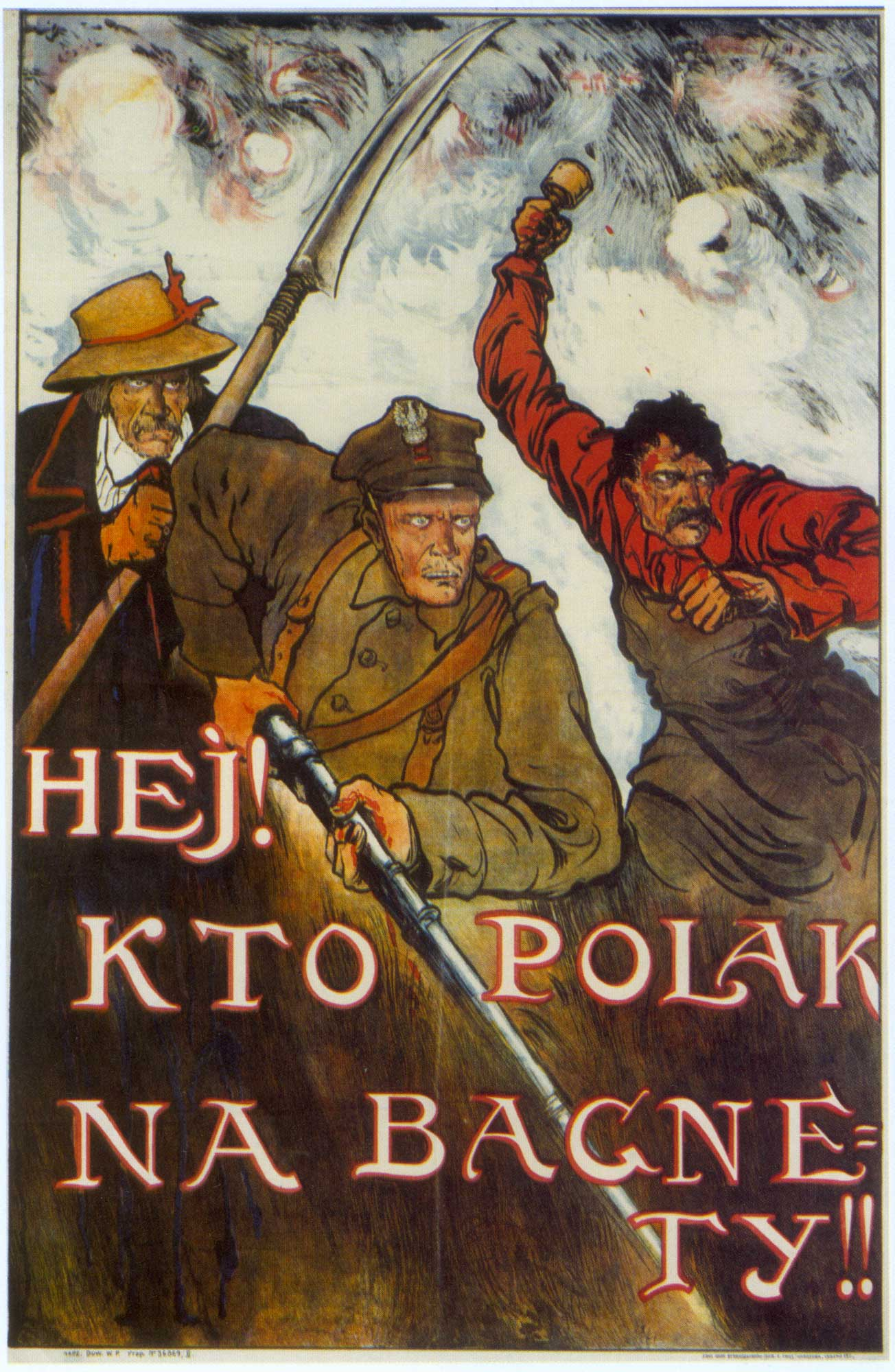
Propaganda antisovietica, durante la Guerra sovietico-polacca. Il testo dice: “Hei, tutti i polacchi si preparino a combattere alla baionetta” (1920).

## Trama
Il conte Adam Chlodowski lascia vagare lo sguarda dalle finestre della tenuta di Rafalòwka sulle colline della Galizia, in Polonia. Oltre quelle colline c'è la Volinia, poi l'Ucraina e l'Asia sconfinata. Passeggia pensieroso sul parquet scricchiolante, attende il rientro del figlio Stanisław, della sua sorellastra Elżbieta e di Kostantin Zeremba. I tre giovani, ancora in costume da bagno, irrompono nella villa e Kostantin chiede la mano di Elżbieta. Si fissa la data della grande festa di fidanzamento. L'atmosfera - per il momento - è quella dei drammi di Čechov: la campagna, le famiglie nobiliari, i nuovi ricchi, i cugini poveri e una quiete apatica che copre tutte le cose. Ma è una quiete apparente perché, come Adam racconta poco dopo al padre di Kostantin, «Anche se non sappiamo cos'è la felicità, che cosa sia l'infelicità lo sapremo presto». Era questa la profezia pronunciata da Ananchin, durante una serata russa in piena belle époque, prima che scoppiasse la guerra, e con la guerra il terrore, la rivoluzione bolscevica e la nascita dell'Anticristo.
I due uomini si sono ritirati in un salotto, al riparo dagli schiamazzi della festa. Parlano sprofondati in comode poltrone di velluto, fumano e e si versano da bere, mentre le ombre della sera fanno scomparire nel buio i tratti del volto del conte Chlodowski. Questi ricorda le vicissitudini che lo hanno portato a Rafalòwka: dalla sera in cui Ananchin, a Mosca, aveva pronunciato quelle parole - annunciando a ognuno di loro un destino orribile, e a lui in particolare, che la donna che amava, Wera Grocholsk, avrebbe partorito l'Anticristo - ogni lettera di quelle frasi si è dimostrata vera. I generali presenti sono stati uccisi sul campo o fucilati dai bolscevichi, i pochi sopravvissuti, come annunciato, hanno tradito o, come lui, sono emigrati. Wera Grocholsk, nonostante si sia fatta suora, è rimasta incinta e suo figlio si aggira per le steppe dell'Asia, o almeno così pensa Chlodowski.
«Il mondo intero è una trama sottile che il Diavolo continua diabolicamente a scompigliare e Dio, invece, con indicibile fatica – così speriamo a sua gloria – si sforza senza posa di sbrogliare. Al momento, però, il più forte è certo il Diavolo - il Diavolo non ha affatto bisogno di avere corna e artigli, può anche avere charme, addirittura uno charme straordinario, e nutrire le migliori intenzioni, come un vero angelo, quale in realtà egli sarebbe». In questa lunga conversazione, Chlodowski esprime tutta l'amarezza per la perdita della donna amata e per il terrore che un giorno quel figlio non suo, lo possa raggiungere e distruggere, come gli ha predetto Ananchin. La campagna abbandonata, la casa in declino, i dubbi e la disperazione di Chlodowski hanno gli stessi toni dolenti della confessione di Henrik, ne Le Braci, di Sándor Márai.

## Origini storico letterarie
Questo romanzo è una delle opere più importanti di Lernet-Holenia, pubblicato per la prima volta nel 1939, mentre Hitler, il 1º settembre invade la Polonia, in base a quanto segretamente pattuito con Stalin, e l'URSS ne occupa le regioni orientali poco dopo, il 17 settembre. È un libro in gran parte passato inosservato, in cui l'autore affronta razionalmente il conflitto tra bene e male, fondendolo con una narrazione ricca di elementi fantastici: un'opera strana e toccante. Piena di tristezza, elegiaca e solenne, per la caduta dell'Impero russo, in uno stile linguistico per noi oggi insolitamente elevato, racconta la storia di Rosenthorpe, dopo la Rivoluzione d'ottobre: Egli è un demone, un diavolo, l'anticristo, il discendente di Gengis Kahn ma, e qui il romanzo è brillantemente ambiguo, il male che diffonde, deriva unicamente dal suo desiderio di fare del bene. La sua bontà si dimostra sempre fatale, la sua bellezza conduce alla perdizione, il suo bacio uccide. L'autore ci rende chiaro, con urgenza, che il bene e il male sono indissolubilmente legati, l'amore per l'uomo può portare all'omicidio. Su questa premessa afferma che nella concezione gnostica di Dio è impensabile che questo esista, senza il suo avversario, il Diavolo, che ha le sue stesse radici: «Dopo tutto il male viene da Dio, è la sua volontà di purificare il mondo».

## Edizioni
- Alexander Lernet-Holenia, Un sogno in rosso, traduzione di Elisabetta Dell’Anna Ciancia, Biblioteca Adelphi 488, Adelphi, 2006, pp. 175,  p. 175, ISBN 978-88-459-2038-7.